# Lauren Fenmore
Lauren Fenmore (mai apoi Grainger, Williams, Baldwin și Romalotti) este un personaj din serialul de televiziune american „Tânăr și neliniștit”, interpretat din anii 1980 de actrița de origine germană Tracey Bregman. 
Rolul a fost jucat și în serialul-frate „Dragoste și Putere”, însă prin apariții mai puțin notabile. Conflictul dintre Lauren Fenmore și rivala acesteia, psihopata Sheila Carter a avut parte de o expunere majoră în serialul „Tânăr și neliniștit”, rivalitatea dintre acestea fiind reanimată de nenumărate ori, atât în „Dragoste și Putere” (anii 1990) cât și în „Tânăr și Neliniștit” (2005-2007). 
Din 2009 până în 2010, Sarah Carter, sora Sheilei, întreprinde o „expediție” cu scopul răzbunării celei din urmă, împușcată în 2007 după ce a făcut o operație estetică pentru a arăta ca Phyllis Newman. Sarah a fost împușcată de Lauren, după ce a dezvăluit operația estetică pe care a făcut-o ca să arate ca cea din urmă. 
Actrița Kimberlin Brown, care a interpretat-o pe Sheila din anii 1990 până în 2006, când actrița Michelle Stafford (Phyllis Summers) a preluat rolul (datorită unui accident de mașină a lui Brown) și-a exprimat dorința de a reveni ca Sheila, motivând că Bradley Bell, scenaristul „Dragoste și Putere” i-a propus acest lucru. Totuși, moartea Sheilei este un impediment major, având în vedere că nu va fi ușor să se explice cum Sheila arată ca înainte de operație.